# Plectranthias wheeleri
Plectranthias wheeleri är en fiskart som beskrevs av Randall, 1980. Plectranthias wheeleri ingår i släktet Plectranthias och familjen havsabborrfiskar. Inga underarter finns listade i Catalogue of Life.